# XIII (historieta)
XIII es una serie de álbumes de historieta de origen belga creada por Jean Van Hamme (guion) y William Vance (ilustraciones). El argumento, inspirado en la novela The Bourne Identity (1980), de Robert Ludlum, gira en torno a un hombre amnésico que busca pistas que puedan servirle para descubrir la verdad sobre su identidad y su pasado, mientras trata de destapar una serie de conspiraciones políticas en las que supuestamente está involucrado. 

## Trayectoria editorial
Fue inicialmente publicada por entregas en la revista franco-belga Le Journal de Spirou y posteriormente en álbumes por la editorial Dargaud, siendo el primero de ellos El día del Sol Negro, publicado en 1984. Durante los 19 primeros tomos, el guion corrió por parte de Jean Van Hamme, mientras que las ilustraciones fueron obra de William Vance, salvo en el número 18, La versión irlandesa, en la que se Jean Giraud realizó las ilustraciones. Yves Sente (guion) y Youri Jigounov (ilustraciones) cogieron el relevo con El día del Mayflower en 2011, cuatro años después de El último asalto, el último álbum publicado por sus antecesores.
En 2008, salió al mercado un spin-off del cómic llamado XIII Mystery, que narra los orígenes de los principales personajes de la saga.

## Argumento
Todo empieza cuando un anciano pescador encuentra el cuerpo inconsciente de un hombre en los acantilados de un pueblo de la costa este americana. A pesar de que el hombre tiene una herida de bala en la cabeza logra milagrosamente salvar la vida, aunque a consecuencia del disparo sufre una amnesia total, no recuerda nada de su vida ni de su pasado. Las únicas pistas que tiene para empezar a buscar respuestas son un tatuaje en la clavícula izquierda con el número romano XIII (13, número que tomara como su máxima referencia de identidad) y unas habilidades de lucha propias de un profesional que desconocía tener hasta el momento de usarlas.

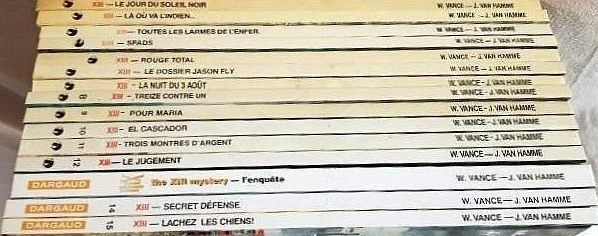
Los 15 primeros álbumes

Es ahí donde empieza una búsqueda que parece no tener fin y que se complica con la aparición de nuevas tramas en las que nuestro protagonista parece estar involucrado: desde una conspiración para imponer un nuevo régimen en los EE. UU. hasta un movimiento revolucionario en un pequeño país centroamericano. Con la ayuda de unos cuantos aliados que irá encontrando en el camino conseguirá cerrar con éxito algunas de estas tramas, mientras poco a poco irá reuniendo las piezas del complejo puzle que forma su identidad, aunque en más de una ocasión tendrá que empezar de cero debido a los sorprendentes giros que toman los acontecimientos. Una pregunta se mantendrá en el aire a lo largo de esta saga: ¿Quién es en realidad XIII?

## Personajes

### Personajes principales y destacados
- XIII: el protagonista principal, y sobre quien gira alrededor la trama primaria. Amnésico desde que es encontrado tirado en una playa, posee sin embargo unas habilidades de lucha sin duda adquiridas con un entrenamiento de élite, aparte de otros conocimientos tales como esquiar o hablar español a la perfección. Es un hombre con muchas identidades y con ninguna: Alan Smith, Steve Rowland, Jason MacLane, Kelly Brian, son algunos de los nombres con los que ha sido identificado, aunque su verdadera identidad a día de hoy sigue siendo un completo misterio, incluso para él. Por otra parte, su ayuda será requerida para librar más de un frente en los que supuestamente ha estado ya en el pie del cañón.

- Jones: atractiva militar de carácter fuerte a pesar de su frágil apariencia, es la principal aliada de XIII en sus aventuras. Su inesperada intervención en los momentos más decisivos la convierten en una especie de ángel de la guarda para el hombre amnésico; y aunque siempre le reprocha la facilidad con la que se mete en líos y con la que le involucra a ella siente por él algo más que compañerismo, aunque este no parezca darse cuenta.

- Ben Carrington: militar con rango de general que pasa a ser uno de los mayores apoyos de XIII en la búsqueda de su identidad. Inicialmente aparece como la persona que introduce al hombre del tatuaje en la trama de la Conspiración de los XX, y aunque al principio le cuesta, acaba ganándose su confianza. Tras buscar desesperadamente a su hija y encontrarla al borde de la muerte secuestra al principal sospechoso de ser causante de su estado, el presidente Wally Sheridan para que confiese su culpa en un «juicio» televisado, tras el cual se ve obligado a huir del país y acompañar a XIII en sus andanzas. La publicación de dos libros donde se esclarecen las dudas sobre la identidad de XIII llevará a Carrington a acompañar al hombre amnésico en su regreso a América y declarar en una comisión de investigación donde es absuelto de todos sus cargos, tras lo cual se retira al rancho de su hermana.

- Kim Carrington: hija del General Carrington y uno de los personajes fundamentales en la trama de la Conspiración de los XX. Infiltrada en la organización con el número XVII con la ayuda de su padre, es la encargada de hacer pasar a nuestro protagonista por su marido, Steve Rowland, n.º XIII de la Conspiración, con objeto de desmantelarla. Tras la detención de todos sus miembros salvo el número I, desaparece misteriosamente sin dejar rastro, siendo encontrada por XIII, cuando está secuestrada por el líder de la Conspiración. Vuelve a desaparecer tras hundirse con el yate en que esta estaba prisionera junto al amnésico y Jones, quienes logran salvar la vida. Es finalmente encontrada e ingresada en estado vegetativo para desolación de su padre, quien decide hacer justicia sometiendo a un peculiar juicio a Wally Sheridan, sospechoso de ser el número I. Después de la muerte de este, el General termina por desconectar la máquina que mantenía viva a su hija antes de huir del país.

- Samuel Amos: veterano agente del FBI con grado de Coronel, inicialmente aparece como el encargado de investigar el asesinato del presidente William Sheridan, y aunque al principio apunta a XIII como uno de los conspiradores acaba siendo convencido por el General Carrington de que debe contar con él. Después de la detención de los miembros de la Conspiración se jubila, manteniendo sus contactos dentro de la Oficina Federal para dar caza a la Mangosta, el asesino que hacía el trabajo sucio de la misma. Tras el «juicio» a Wally Sheridan huye del país con Carrington y Jones, y junto a XIII comienzan la búsqueda del oro del emperador Maximiliano, enterrado en algún lugar del norte de México. Muere en Costa Verde abatido a tiros por el secretario de la embajada americana Spencer, cuando pretendía evitar que este hiciera volar una presa para sepultar a sus compañeros bajo toneladas de agua.

- La Mangosta: asesino profesional al servicio de la Conspiración de los XX, se encarga del trabajo sucio de la misma. Este misterioso personaje de nombre desconocido intenta eliminar numerosas veces a XIII por encargo del número I, ya que descubrió su identidad antes de que recibiera un disparo del frío asesino en el mismo yate de su jefe. Tras fugarse de prisión una vez encerrado es finalmente capturado por XIII y Jones en las Bahamas y llevado a América para que identifique a Wally Sheridan como el número I en el juicio que le hace Carrington. Muere asesinado por su jefe cuando ambos intentan escapar durante este proceso, aunque antes de expirar su último aliento confiesa a las cámaras de televisión la verdad sobre la identidad del líder de la Conspiración.

- Walter «Wally» Sheridan: senador y hermano del asesinado presidente William Sheridan, su intervención resulta fundamental para acabar con la conspiración de los XX. Logra ser nombrado presidente tras la retirada de su rival electoral y antecesor en el cargo Joseph Gallbrain; en ese momento nadie se imágina que él es el número I de la organización que planeó el asesinato de su propio hermano y que pretendía tomar el control del país mediante un golpe de Estado, y a la cual traicionó para conseguir sus propios objetivos, utilizando para ello a Kim Carrington, a quien retiene posteriormente con la amenaza de no dejarle ver a su hijo, del cual él es el padre. Es XIII quien descubre la identidad del número I cuando el propio Sheridan le encomienda la misión de darle caza, sirviéndose de la Mangosta para tenderle numerosas trampas. Ante la falta de pruebas es secuestrado por el General Carrington y sometido con la ayuda de XIII, Jones y el Coronel Amos a un juicio televisado, durante el cual consigue escapar, matando en su camino a la Mangosta. No llega muy lejos, pues muere durante la huida al explotar la bomba que llevaba en el arma que arrebató a la Mangosta, la cual le fue entregada a este por Frank Giordino, director de la NSA para eliminar a Carrington.

- Sean Mulway: traficante de armas americano de origen irlandés que reside en el pequeño país centroamericano de Costa Verde; sabe más sobre XIII que este mismo, pues es su padre. Huido de América por un crimen que no cometió y que le forzó a dejar a su hijo al cargo de su hermana y su primo, Jonathan MacLane, lleva más de 30 años buscando el oro del Emperador Maximiliano, el cual enterraron su abuelo y sus tíos abuelos en algún lugar de la frontera norte de México. Cuando XIII y sus amigos salen del país perseguidos por Frank Giordino, éstos le ayudan en la búsqueda del oro y de los datos necesarios para encontrar el lugar donde se encuentra escondido. Tras la infructuosa aventura, y ya prescrito el crimen del que se le acusaba regresa a los EE. UU. para presenciar la comisión de investigación que exculpa a sus amigos, antes de volver a Costa Verde en compañía de su reciente pareja.

- Frank Giordino: jefe del contraespionaje americano y director de la NSA (Agencia de Seguridad Nacional). Descendiente de un clan mafioso de Nueva York, se enemistó con Sean Mulway por la relación de este con su hermana Carla, hasta el punto de intentar asesinarlo; en lugar de ello mató accidentalmente a esta y le cargó el muerto a Mulway. En su época como jefe de operaciones de la CIA, y tras seguir de cerca a Jason Fly, con la sospecha de que este sea el hijo de Carla aprovecha la amistad de este con Seamus O'Neil, terrorista del IRA escondido en América con el alias de Kelly Brian para trazar un plan de dar muerte al primero y obligar al segundo a trabajar para la CIA infiltrándose a Cuba; sin embargo las cosas no salen como esperaba y termina sucediendo a la inversa. Años después de la huida de Fly, vuelve a verse las caras con el ya denominado XIII un par de veces y es después del «juicio» contra Wally Sheridan cuando le elige como cabeza de turco por la muerte del presidente, a quien él mismo mató activando la bomba que este llevaba sin saber que estaba en sus manos; cuando el hombre del tatuaje escapa inicia una persecución contra este que no piensa acabar hasta verle a él y a sus amigos encerrados o muertos. Sus pocos escrúpulos a la hora de deshacerse de aquellos que representen un peligro para sus intereses le llevan a ser destituido de su cargo tras fracasar un intento de asesinato a su antiguo aliado, el general Wittaker, para el cual contó con la ayuda de unos amigos de su primo, jefe de la rama mafiosa de la familia Giordino. Buscando sin éxito apoyo en unos aliados del crimen organizado de México es detenido por su alumna y amante Jessie Martin y llevado a la justicia. Será ella quien le de muerte después de que este declare en la comisión de investigación que aclara toda la verdad sobre las tramas en las que XIII ha estado involucrado.

- Irina Svetlanova: asesina profesional formada en la antigua KGB que trabaja para la Mangosta, convirtiéndose en su ayudante más letal. A la muerte de este crea Executor, una empresa de asesinos por encargo dotada de la tecnología más moderna y muy distinta al rudimentario y arcaico negocio de su antiguo jefe. Profesa un odio inmenso hacia XIII desde que este la dejara tuerta en su primer encuentro, cuando ella se disponía a eliminarle. Cuando estalla el escándalo del abuso de poder ejercido por Frank Giordino, y antes de intentar sin éxito cobrarse su venganza personal contra el hombre del tatuaje recibe un encargo para asesinar al director de la NSA entre otros antes de su declaración en una comisión de investigación, encargo que no llega a completar al darle muerte su amante y mejor asesina, Jessie Martin.

- Janet B. Fitzsimmons: ex primera dama de los EE. UU. y viuda del presidente Wally Sheridan. Tras mucho tiempo a la sombra de su marido asciende a la presidencia de la Fundación Mayflower, creada tiempo atrás por los descendientes de los primeros colonos ingleses, y desde donde inicia los planes para elaborar una conjura que permita a las personas afines a sus intereses hacerse con el poder en la nación. La llegada de Jason MacLane reivindicando sus derechos como descendiente de Lawrence McCormack le hace sospechar de sus verdaderas intenciones, aunque finalmente termina otorgándole su confianza. Al enterarse de que su padre, Donald Fitzsimmons ha estado moviendo los hilos de la Fundación desde las sombras decide enfrentarse a él y rematarle después de que éste quede malherido de un enfrentamiento previo con XIII. Descubrir que MacLane la estuvo engañando para recabar información sobre la Fundación le causa una gran decepción, aunque antes de deshacerse de alguien a quien considera su igual y su alma gemela opta por un lavado de cerebro para tenerle a su lado como socio y como pareja.

### Personajes secundarios
- Felicity Brown: mujer fatal con tendencia a juntarse con quien mejor le conviene. Casada con el viejo terrateniente Jeremie Rowland bajo convencimiento del hermano de este, Matt, la llegada de XIII creyendo ser el hijo de Jeremie hace que ella y Matt le tiendan una trampa matando al viejo y utilizándolo como cabeza de turco con intención de repartirse su herencia (tras lo cual Felicity traiciona a su socio asesinándolo también). Descubierto el engaño, huye del país y llega hasta Costa Verde, donde bajo el nombre de Felicidad Moreno entabla una relación a dos bandas con el Coronel Peralta y el General Raúl Ortiz, dictador del país, con quien contrae matrimonio. Tras el derrocamiento del régimen a manos de la guerrilla santosista es hecha prisionera, y hasta que XIII y sus amigos no regresan al país perseguidos por Giordino no sale del país para su extradición y la de ellos a América. Después de que Mulway y la guardia de la presidenta María de los Santos intercepten su transporte a la embajada americana, escapa y hace un acuerdo con el Secretario Spencer, el cual este no cumple. Viéndose traicionada, opta por buscar la protección de Carrington y los demás, quienes la aceptan a su lado no sin reparos, aunque no tarda en escaparse de nuevo. Consigue por sus propios medios llegar hasta Washington para aliarse con Frank Giordino, haciendo un trato con este con objeto de huir a otro país donde pasar desapercibida, pero el destituido director de la NSA también la traiciona entregándola a unos aliados del crimen organizado de México. En manos de estos, convence a su jefe, Don Rigoberto para atacar el lugar donde se esconden en este país XIII y sus amigos, sin adivinar que los asesinos de Executor, con Irina Svetlanova al frente también se dirigen allí para organizar una masacre. El encuentro se salda con la baja de todos los mafiosos, consiguiendo Felicity sobrevivir de milagro y desapareciendo de escena.

- Carl Heideger: director del Servicio de Contraespionaje, junto al General Carrington comienza a seguir de cerca a la Conspiración cuando Kim les cuenta que su marido, al que creían todos muerto sigue vivo y está tramando algo con una misteriosa asociación. A pesar de tener a la hija de Carrington infiltrada no consiguen enterarse de los planes secretos de esa asociación hasta que el presidente William Sheridan es asesinado, momento en el cual deciden empezar a actuar. Es el propio Heideger quien trae a XIII a América al pagar al gobierno de Costa Verde por su liberación, cuando este está encerrado en la prisión de la Roca Negra con el falso nombre de Kelly Brian; y también quien lo oculta tras su operación de cirugía estética mientras este aprende a actuar como Steve Rowland con la ayuda de Kim. Durante su detención ordenada por Calvin Wax bajo la acusación de alta traición recibe un golpe que le destroza el hígado, muriendo antes de poder ser liberado. Su puesto es ocupado por el director de la NSA Frank Giordino.

- Calvin Wax: consejero de la Casa Blanca durante el mandato de Gallbrain y cabeza visible de la Conspiración, siendo el número II de la misma. Concentrado en el éxito del golpe de Estado que pretende provocar aprovechando el simulacro Rojo Total, ordena la detención de Carrington, Heideger y otros dos hombres a fin de ser nombrado ministro de Defensa y controlar las pruebas y de quitarse serias molestias de en medio. Siendo el único conocedor en la Conspiración de la identidad del número I, el senador Wally Sheridan, intenta eliminarle dos veces cuando este decide ir por su propia cuenta, una de ellas durante Rojo Total y la cual fracasa gracias a XIII. Viéndose atrapado, Wax termina suicidándose ingiriendo una pastilla de cianuro que tenía escondida detrás de una muela.

- Betty Barnowsky: militar de los SPADS (unidad militar de élite creada por Carrington) con grado de sarjento jefa. Se convierte en una pieza fundamental para destapar la Conspiración tras asegurar ver a Steve Rowland, miembro de la misma, meses después de su supuesta muerte. Tras la detención de los conspiradores dimite del ejército y emigra hasta la república centroamericana de San Miguel para casarse con el marqués de Preséau, a quien conoció anteriormente junto a XIII y Jones. Posteriormente, tras perder su mansión en un atentado urdido por la NSA ella y su marido deciden acompañar al hombre del tatuaje y sus amigos en la búsqueda del oro del emperador Maximiliano, en la cual ella tiene una participación activa al formar parte de la expedición encargada de buscar el tesoro en el lugar donde está escondido. Tras el fin de esta empresa acompaña a su cónyuge a Francia para comenzar una nueva vida como duques de Preséau.

- Armand de Preséau: aristócrata francés con título de marqués, propietario de una plantación de bananas en San Miguel. Conoce a XIII, Jones y Betty cuando «toman prestado» su jet privado para llegar a los Estados Unidos después de escapar de un campamento cercano de los SPADS durante la trama de la conspiración, y pronto surge la química entre esta última y él. Demuestra conservar su amistad con XIII y Jones cuando el primero es hecho prisionero por las tropas del General Ortiz en su regreso a Costa Verde recurriendo a Sean Mulway, gran amigo suyo desde que este llegó a dicho país para liberarle. También acoge a Carrington, Jones y Amos en su mansión cuando huyen del país tras el juicio a Sheridan, aunque se ve obligado a acompañarles en compañía de su esposa tras el atentado de la NSA contra su finca. Después de su aportación en la búsqueda del oro del emperador Maximiliano, y tras recibir la noticia de la muerte de su hermano mayor viaja a Francia con su mujer para tomar posesión del título y las posesiones de este, no sin antes ceder su jet privado a XIII y sus amigos.

- Dwight Rigby: cacique local del pueblo de Greenfalls, Colorado; dueño de la minería que hay en el mismo y de la mayoría de las propiedades de esta pequeña localidad de montaña. La llegada de XIII en el lugar donde supuestamente pasó su infancia como Jason Fly buscando información sobre la muerte de su padre, oficialmente ocurrida en un incendio en su casa no le agrada precisamente, ya que fue él mismo, como cabeza local del Ku Kux Klan quien ordenó su ejecución al descubrir su pasado carcelario acusado de afiliación al comunismo. Junto al sheriff Quinn, su hombre de confianza, inicia una cacería contra XIII aprovechando su supuesta implicación en las muertes de dos vecinos del pueblo, con intención de mantener enterrado el secreto que oculta desde hace casi veinte años. Muere abatido por Zeke Hathaway, única persona que podía testificar contra él, cuando se dispone a matar al hombre del tatuaje una vez llega a la conclusión de que es el hijo de Jonathan Fly, el hombre a quien asesinó.

- Zeke Hathaway: antiguo propietario del Mountain News, el periódico local de Greenfalls, y gran amigo de Jonathan MacLane en la época en que este se hacía llamar Fly. Personaje fundamental en la trama de Greenfalls, pues presenció la ejecución de Jonathan a manos de Dwight Rigby y sus aliados del KKK, oculto en la mina del pueblo. Sintiéndose culpable de haber traicionado a su amigo al no denunciar su asesinato, escribe una confesión dirigida al hijo de Jonathan, Jason, antes de perder la vista, y logra redimirse 19 años después abatiendo a Rigby cuando este se propone matar a XIII (a quien previamente había reconocido como Jason por la voz) y testificando más tarde en el juicio por el caso Fly, muriendo semanas más tarde a una avanzada edad.

- Judith Warner: atractiva dueña de una farmacia en Greenfalls, ayuda a XIII y Jones a esconderse de las autoridades locales cuando son acusados de un triple asesinato, a pesar de que al principio no se fía mucho de ellos. Enamorada de Dwight Rigby desde que este la violara a los 14 años a pesar de que este no la corresponda, consuela sus penas con otros hombres.

- María Isabel de los Santos: hija del antiguo presidente de Costa Verde José Enrique de los Santos y miembro de la guerrilla liderada por su hermano Jorge que lucha contra el régimen del General Ortiz. Durante su época de guerrillera conoce a Kelly Brian (identidad utilizada por XIII antes de perder la memoria), con quien se casa antes de que este sea hecho prisionero por las tropas del Coronel Peralta. Justo antes del triunfo de la guerrilla santosista es también apresada por el ejército del régimen y encerrada en la isla-prisión de la Roca Negra, donde es rescatada por XIII y sus compañeros. Tras el derrocamiento de Ortiz y el suicidio de Jorge es nombrada presidenta del país, y su camino se separa del de XIII para volverse a juntar cuando este y sus amigos regresan al país huyendo de Giordino y sus hombres, quienes aun así logran localizarles y fuerzan a María a extraditarles a América bajo amenaza de embargo económico. Esta consigue engañarles simulando una fuga, y después de que XIII y su grupo logren evitar un atentado urdido por la NSA con motivo de eliminarles y deponer a María de su cargo esta se vuelve a despedir del que fuera antaño su marido al viajar este con sus amigos a México en busca del oro del emperador Maximiliano.

- Jorge de los Santos: hermano de María de los Santos y líder de la guerrilla santosista que lleva combatiendo al régimen del General Ortiz desde el golpe que derrocó a su padre, diez años atrás. Cuando la causa se queda sin el respaldo económico de Cuba frente a la dictadura de Ortiz, que cuenta con el apoyo de los Estados Unidos El Ángel (nombre por el que Jorge es conocido entre los suyos) firma un acuerdo con la multinacional MINERCO para que ésta financie a los santosistas a cambio de los yacimientos mineros de Costa Verde. A fin de mantener el secreto de este trato traiciona a sus propios hombres informando al coronel Peralta de la localización del campamento donde se encuentran todos los que tienen conocimiento del mismo, incluido el marido de su hermana, Kelly Brian, de cuya reputación está celoso. Al escapar El Cascador de la masacre Jorge le entrega a los hombres de Peralta, confiando en que será ejecutado de inmediato. Siguiendo la iniciativa de la MINERCO de «resucitar» a Brian para volver a encender la llama de la revolución apagada con el tiempo, Jorge hace venir a XIII a Costa Verde aprovechando su parecido con el hombre al que vendió a Peralta, sin sospechar que son la misma persona. Tras el triunfo de la guerrilla, y una vez nombrado presidente del país, El Ángel decide deshacerse de su reclamo y manda arrestar a XIII para someterlo a juicio por traición. Cuando, tras la intervención de Sean Mulway, la traición de Jorge es descubierta, así como el trato firmado con la MINERCO, este opta por suicidarse con un disparo en la boca.

- Juan Peralta: militar con rango de coronel, jefe de la PSP (Policía Secreta Presidencial) durante el régimen del General Ortiz y líder en la sombra del mismo. Durante el mandato de Ortiz se convierte en amante de la esposa de este, Felicidad Moreno, quien se aprovecha para obtener información que le pueda ser útil en un futuro. Los golpes infringidos a sus hombres por Kelly Brian cuando este militaba en la guerrilla santosista le convierten a este en un objetivo prioritario para Peralta, quien consigue capturarle gracias a la traición de Jorge de los Santos, y encerrarle en la prisión de la Roca Negra. No ve cumplido su sueño de ejecutarle, ya que opta por aceptar un trato con el almirante Heideger que implica entregar a Brian al servicio de contraespionaje americano. Después del regreso de este último, ya como XIII, y tras el triunfo de la guerrilla, que consigue apresar a Ortiz y ejecutarlo, Peralta huye al norte del país junto a los hombres fieles al régimen anterior de Costa Verde, con los que planea un ataque a la capital del país, Puerto Pilar, que tiene como objetivo volver a cambiar la cara de la moneda política de la nación. Nuevamente XIII lo impide, gracias a la ayuda de Jones, con quien consigue volar el puente sobre el que Peralta y sus hombres pretendían cruzar para llegar a la ciudad. El antiguo coronel muere en esa misma explosión, y con él la amenaza de una nueva dictadura en Costa Verde.

- James Wittaker: sucesor de Carrington como Jefe del Estado Mayor, es el mismo día del traspaso de poderes de ambos cuando se le presenta un enorme reto con el secuestro del presidente Wally Sheridan por parte de su antecesor. Moviliza al ejército para que haga guardia alrededor del refugio subterráneo donde se encuentra Carrington con su rehén y da luz verde a Giordino para que tome medidas para que el «juicio» que prepara el ya retirado general no trascienda. Cuando la Mangosta declara ante las cámaras la implicación de Sheridan dentro de la Conspiración de los XX, el general Wittaker ordena a Giordino activar la bomba contenida en el arma que el jefe de la NSA entregó al asesino para eliminar a Carrington sin saber que en ese momento la lleva el presidente, convirtiéndose así en cómplice del magnicidio que Giordino pretende atribuir a XIII y dividiéndose entre el deber y su propio honor. Después de recibir un mensaje electrónico de Carrington con información reveladora sobre Giordino, Wittaker decide no seguirle más el juego a este, lo cual le lleva a sufrir un atentado contra su propia vida en el que es asesinada su esposa. Tras este episodio, dimite de su cargo no sin antes entregar al presidente una confesión de los hechos relacionados con la muerte de Sheridan.

- Jessie Martin: agente de la NSA que trabaja además como asesina de Executor, de cuyos respectivos jefes, Giordino e Irina es amante. Es en la época del primero como jefe de operaciones de la CIA cuando recibe de este la misión de entregarle al terrorista Seamus O'Neil (escondido en Colorado con el alias de Kelly Brian) con la intención de hacerle trabajar para los servicios secretos americanos infiltrado en Cuba, para lo cual le seduce ganándose su confianza. A la hora de la verdad no llega a tiempo para evitar que el tío de O'Neil, Terence Parnell mate a su sobrino, aunque liquida a este antes de que se marque otro tanto con el amigo de «Brian», Jason Fly. El resultado es la infiltración de este último en el lugar de su amigo, sin intuir que volverán a verse las caras en el futuro. Años después, tras liquidar por orden de Giordino a uno de los periodistas que llevaba la investigación sobre el ya denominado XIII intercepta el traslado de este a una prisión como condena por el asesinato del presidente Wally Sheridan y lo lleva a presencia de Irina para convertirlo en objeto de una cacería organizada por esta y en la que la propia Jessie participa. Durante la persecución es su presa quien acaba capturándola, llevándosela con él durante su huida del país, durante la cual Jessie acaba confraternizando con el hombre del tatuaje. La aventura para ella toma un nuevo rumbo cuando sus compañeros de la NSA les tienden una trampa en el momento en que están a punto de subirse en avioneta para salir del país y ella dispara contra éstos para proteger a XIII, matándolos no sin antes recibir un impacto de bala que a punto está de acabar con su vida. Después de sobrevivir milagrosamente acepta la proposición del nuevo presidente de la nación para participar en la comisión de investigación contra Giordino. Consigue encontrarle en México y llevarlo a la justicia americana, y con el propósito de comenzar una nueva vida alejada de su labor como asesina mata a Irina evitando que esta haga lo propio con Giordino y espera a que este declare en la comisión de investigación contra su persona para acabar con su vida.

- Danny Finklestein: periodista del New York Daily autor de publicaciones que de forma directa o indirecta arrojan luz al pasado de XIII. Su amistad con éste comienza cuando, tras seguir los pasos de su hermano Ron y Warren Glass, asesinados por órdenes de Frank Giordino es secuestrado por Jessie Martin y encadenado junto al hombre del tatuaje para ser objeto de una cacería humana de la que ambos consiguen salir con vida. Una vez a salvo, es contactado por la propia Martin quien, traicionada por su jefe le revela todos los huecos por completar en la investigación sobre XIII. Es él quien posibilita la publicación de la investigación iniciada por Ron y Glass, así como de la biografía de Seamus O'Neil, firmada por Jessie con su nombre en clave en la NSA, lo que le convierte en el periodista estrella de su redacción. También es a él a quien XIII confía tiempo después la información sobre su árbol genealógico recabada en el manuscrito de James Duncan y en la página perdida del libro del fundador de la primera colonia inglesa de América Of Plymouth plantation para que redacte un artículo que puede reescribir la historia sobre la nación americana. La persecución de sicarios a sueldo de la Fundación Mayflower le obliga a abandonar el país, a fin de salvar su propia vida y el trabajo que está llevando a cabo.

## Las identidades de XIII
- Alan Smith: primer nombre que adopta XIII. Abe Smith, el pescador que lo encuentra en un acantilado y su esposa Sally comienzan a llamarle así por lo mucho que les recuerda a su hijo Alan, militar fallecido durante una misión del ejército en Asia. Tras el asesinato del matrimonio Smith a manos de los hombres de la Mangosta, XIII comienza la búsqueda de su verdadero nombre y de su pasado utilizando el del hijo de los Smith para identificarse.

- Steve Rowland: militar con rango de capitán. Descendiente de una familia de terratenientes sureños de Southburg, un pequeño pueblo de Alabama, conoce a Kim Carrington después de ingresar en los SPADS, con quien se casa con la desaprobación de su familia. Es un superior suyo, el coronel Seymour McCall, quien le convence para entrar en la Conspiración de los XX, siendo identificado con el número romano XIII. Designado por esta organización para una misión que según le es comunicado «cambiará el país» finge su muerte durante una campaña en Asia, ayudado por McCall, con objeto de establecerse en la localidad de Eastown con otro nombre a la espera de nuevas indicaciones. Bajo órdenes de la Conspiración contacta con su «viuda», a la que convence para reunirse con él a Eastown sin contar nada de esto a ninguna persona, y más tarde para ingresar en la Conspiración. Finalmente recibe las órdenes de su esperada misión, las cuales pasan por asesinar al presidente William Sheridan durante su visita a Eastown, y en cuya ejecución comete el error de dejarse filmar por una cámara de vídeo, lo que le cuesta la traición de sus compañeros, quienes encargan eliminarle. Moribundo, llega a su casa para fallecer en los brazos de Kim, quien desde un principio trabajaba como espía doble a las órdenes del almirante Heideger, quien con ayuda del padre de Kim, el general Carrington idea la «transformación» de otro hombre en Rowland para acabar con la organización de conspiradores.
Este hombre resulta ser el posteriormente conocido como XIII, rescatado de la prisión de la Roca Negra, en Costa Verde, bajo la identidad de Kelly Brian, al que identifican como Jason Fly, que tras una operación de cirugía estética es trasladado con Kim a una cabaña cerca del lago Kellownee, para qué esta le ayude a actuar como su difunto marido. La propia viuda traiciona a Fly haciéndole venir a una misión en una embarcación (el Lady Bee) para desenmascarar al número I y que termina con una emboscada urdida por la Mangosta después que el falso Rowland identifique a Walter Sheridan, hermano del asesinado presidente y entonces senador como el líder de los conspiradores. Recibe un disparo en la cabeza que le hace caer al mar y flotar sin rumbo hasta el acantilado donde comienza la historia del amnésico XIII.
La primera vez que este es identificado como Steve Rowland tras el suceso que provoca su amnesia resulta ser en boca del general Carrington, quien le pide su confianza a pesar de que no le cuenta todo sobre la Conspiración y su (supuesta) verdadera identidad. Tras un «reencuentro» con la que cree su familia, el cual desemboca en una huida acusado de un doble asesinato, XIII consigue encontrar a Kim, descubriendo así la verdad sobre el fin de Steve Rowland.

- Jake Shelton: identidad utilizada por Steve Rowland durante su estancia en Eastown tras su falsa muerte, mientras espera en compañía de su mujer Kim las nuevas órdenes de la Conspiración, que pasan finalmente por asesinar al presidente William Sheridan. XIII es identificado por primera vez con este nombre en esa misma ciudad por un policía local que pretende aprovechar la ocasión para apoderarse del dinero que supuestamente recibió por el crimen antes de entregarlo a la justicia. Es además el único nombre por el que Kim conoce al hombre por quien hizo pasar por su difunto marido.

- Jason Fly: nombre con el que el almirante Heideger y el general Carrington identifican al preso que rescataron de la Roca Negra y que se hacía llamar Kelly Brian (y que posteriormente será identificado como XIII). El nombre de Fly figuraba en un expediente del FBI cuyo propietario guardaba similitudes tanto físicas como de habilidades de lucha con Steve Rowland, motivo por el cual emprendieron la búsqueda de aquel que podía pasar perfectamente por el n.º XIII de la Conspiración, Steve Rowland, aprovechando que salvo su mujer Kim, ningún otro miembro había visto su cadáver. La tapadera queda completada así con la inclusión del expediente de Fly en los archivos del ejército y el entierro de Rowland con el nombre de su suplantador.
Convencido de que ese es su verdadero nombre, XIII descubre buscando su pasado que el apellido Fly era uno falso que su padre se puso después de cumplir condena durante la época de la caza de brujas del senador McCarthy, en la que fue acusado de realizar actividades antiamericanas y ligadas al comunismo. Jason pasa su infancia en el pueblo montañoso de Greenfalls hasta la muerte de su padre, cuando ingresa en un orfanato en Denver. Tras salir de él ingresa en la Universidad de Boulder, en cuyo equipo de esquí conoce a Seamus O'Neil, quien entonces se hace llamar Kelly Brian.
Tras ser reclutado por el FBI, y anteriormente a un ingreso que no se producirá hace con su amigo una excursión a las Montañas Rocosas, donde este le revela su verdadero nombre, así como su pasado y su misión de darle muerte, la cual rehúsa hacer, antes de la irrupción de Terence Parnell, tío y superior de Seamus, dispuesto a terminar el trabajo que su sobrino ha rechazado. Primero este último, sacrificando su vida, y luego la agente de la NSA Jessie Martin, matando a Parnell, salvan a Jason de una muerte segura, llevándolo esta a la presencia de su jefe, Frank Giordino, quien le obliga a infiltrarse en la guerrilla santosista suplantando a O'Neil bajo la amenaza de incriminarle por la muerte de su amigo; comienza así una nueva vida para Jason Fly, quien lleva el nombre de Kelly Brian en su estancia en Costa Verde.

- Jason MacLane: la auténtica identidad de XIII, así como la que más tiempo ha considerado como suya. Hijo de Sean Mulway y Carla Giordino, Jason nace instantes antes de la muerte de su madre, herida de muerte por su hermano Frank, y ante la huida de Sean del país es adoptado por su hermana Margaret y por el primo de ambos, Jonathan MacLane. Tras la muerte de Margaret por una gastroenteritis y la estancia de Jonathan en la cárcel, este se lleva a su hijo adoptivo a Greenfalls, donde acepta un trabajo en el periódico local Mountain News, utilizando allí el apellido Fly.
XIII descubre la verdadera identidad de Jason Fly cuando viaja a Greenfalls a investigar sobre la muerte de su padre, supuestamente fallecido en un incendio en su casa. Después de descubrir la verdad sobre la muerte de Jonathan y de vengarle, y ya en Costa Verde descubre de boca de Sean la relación entre los nombres de Jason MacLane y Kelly Brian, así como la historia de su familia, la cual le cuenta su padre biológico.

- Kelly Brian: este nombre sirve de nexo entre XIII y la trama de Costa Verde. Antes de perder la memoria, el hombre del tatuaje llegó a Cuba procedente de América bajo esta identidad, supuestamente para entrenarse en Sierra Maestra. Cuando el comandante del campamento, Ernesto Valdez le descubre pasando información a la CIA decide arrestarlo y ejecutarlo, pero es salvado in extremis por uno de sus instructores, Boris Denisov, quien pretende utilizarlo como espía doble. Bajo esta nueva situación el ya conocido como El Cascador conoce a Jorge y María de los Santos, con quienes se marcha a Costa Verde para derrocar al régimen del general Ortiz. La brillantez con la que lleva los golpes infringidos a las fuerzas que dirige el coronel Peralta le convierten en uno de los miembros más destacados de la guerrilla santosista, ganándose la admiración de sus aliados y el amor de María, con quien termina contrayendo matrimonio. Su fama es tal que eclipsa hasta al mismo Jorge, quien celoso de su cuñado decide traicionarlo y hacerlo caer en una emboscada urdida por los hombres de Peralta. Encerrado en la isla-prisión de la Roca Negra, es rescatado por el almirante Heideger, quien hace un acuerdo con el gobierno de Ortiz para llevarse al guerrillero, quien esperaba su ejecución. Para ocultar el trato, el gobierno del país filtra la falsa noticia de la ejecución del Cascador, ajusticiando a otro preso en su lugar.
En un principio, Kelly Brian era la identidad utilizada por Seamus O'Neil, terrorista del IRA que permaneció unos años escondido en América; sin embargo, su muerte y la suplantación forzada de su identidad por parte de su amigo Jason Fly (Jason MacLane) motivan que finalmente sea este el hombre conocido como El Cascador.

- Seamus O'Neil: terrorista del IRA Provisional, hijo de otro miembro de la organización. Tras enfrentarse a la policía para evitar la detención de su profesor de Historia, Eamon O'Shea, activista de la organización, ingresa con 16 años en la misma de la mano de su tío, Terence Parnell. Después de trabajar un tiempo a las órdenes de una compañera, Mairead, la explosión de una bomba que él mismo presencia y la muerte de su amiga en una emboscada le hacen cambiar de parecer acerca de la causa que defiende. Su rechazo a la lucha armada no impide que ejecute bajo la presión de Parnell a O'Shea cuando la banda descubre que el profesor informó a la policía de una de sus reuniones, derivando en la emboscada anteriormente mencionada. Un error suyo le lleva a ser capturado y encarcelado, fugándose después de su juicio y emigrando a los Estados Unidos para huir de la justicia británica.
 Allí le es facilitada por el Sinn Feinn documentación falsa y el dinero necesario para estudiar la carrera de Historia en la Universidad de Boulder, Colorado, donde adopta el nombre de Kelly Brian. Ingresa en el equipo de esquí de la universidad, donde conoce a Jason Fly, de quien se hace amigo y a Jessie Martin, con quien comienza una relación sin saber que esta es una agente de la NSA que se acerca a él para poder capturarle. Tras su graduación recibe la visita de su tío, quien le encomienda la misión de partir para Cuba para unirse a la guerrilla santosista en Sierra Maestra, debiendo antes asesinar a Fly para borrar su rastro, para lo cual le lleva a una excursión a las Montañas Rocosas. Su amistad resulta ser más fuerte que su lealtad al IRA, y Seamus sacrifica su vida para salvar la de Jason al evitar que Parnell mate de un disparo a su amigo.

- Ross Tanner: identidad utilizada por XIII durante su estancia en el campamento de los SPADS en San Miguel, donde ha huido con ayuda de Carrington y Jones tras fugarse de la prisión-psiquiátrico de Plain Rock, en la que fue encerrado acusado del asesinato de Jeremie y Matt Rowland. Este nombre corresponde a uno de los expedientes de militares con rasgos faciales y habilidades parecidos a los de Steve Rowland encontrados por el coronel Amos, en su búsqueda del verdadero asesino del presidente William Sheridan, convencido de que el capitán Rowland realmente falleció en una explosión en el helicóptero en que viajaba durante una misión del ejército en Asia; siendo el de Tanner el único de todos los informes encontrados cuyo propietario figura como desaparecido.

- Jed Olsen: nombre que usa XIII para infiltrarse en el SSH1 con ayuda del entonces senador Wally Sheridan para frustrar el operativo Rojo Total planeado por la Conspiración con el objetivo de imponer un régimen fascista en el país mediante un golpe de Estado.

- John Fleming: identidad que emplea XIII cuando llega a Greenfalls en busca de su pasado como Jason Fly, donde se hace pasar por un periodista que busca información sobre la muerte de Jonathan Fly en un incendio.

- Hugh Mitchell: nombre que utiliza XIII para infiltrarse como paciente en el hospital Washbourne con objeto de conseguir el expediente médico de Wally Sheridan, ingresado anteriormente tras sobrevivir a un atentado contra su vida, tras comenzar sus sospechas acerca de la relación del presidente con la Conspiración.

- Karl Meredith: experto en química que viaja a Costa Verde con la intención de hacer negocios con el general Ortiz. Es ejecutado por un pelotón santosista capitaneado por el Padre Jacinto para facilitar la infiltración de XIII en el palacio presidencial bajo esta identidad, a fin de secuestrar al general Ortiz para usarlo como moneda de cambio para rescatar a María de los Santos. Felicity Brown, entonces Felicidad Moreno le desenmascara gracias a la información a la que ella ha accedido como amante del coronel Peralta, por lo cual XIII se ve obligado a trazar un nuevo plan.

- Reginald Wesson: nombre que usa XIII durante su estancia en las Bahamas, donde junto con Jones se propone secuestrar a la Mangosta para que declare en el «juicio» que prepara Carrington contra el presidente Sheridan, siendo el asesino el único que puede confirmar que Wally es el número I de la Conspiración. El nombre que emplea XIII y el adoptado por su compañera Jones en el archipiélago (Dorothy Smith) son un juego de palabras, ya que sus apellidos forman el nombre de la marca de revólveres Smith & Wesson.

- Karl Dorff: agente de la USADE al servicio de la misteriosa organización cuya fundación gira en torno a los primeros colonos ingleses, llegados a América a bordo del barco Mayflower. Junto a la letal Julianne, se encarga de perpetrar una serie de asesinatos en el pueblo donde XIII disfruta de su retiro, Bar Harbor, con la intención de incriminar a este y obligarle a unirse a ellos. Muere durante una lucha contra el hombre amnésico, siendo su identidad usurpada por este con la intención de huir del país y refugiarse en la mansión que poseen los marqueses de Preséau en Francia.

- Randolph Dowell: identidad que usa XIII durante su incursión en Afganistán para rescatar con la ayuda de Carrington a Jones, secuestrada por la organización relacionada con el Mayflower para ser utilizada como cebo a fin de atraer al hombre del tatuaje.

## La Conspiración
Una de las tramas de mayor peso de la saga, así como de las primeras y más extensas es la de la Conspiración de los XX. Esta es la lista de los miembros de la misma, expuesta en el volumen 13, La investigación.
| Nº    | Nombre                              | Ocupación                                                                             | Estado actual                           |
| I     | Walter Sheridan                     | Senador de los EE. UU. (posteriormente presidente de los EE. UU.)                     | Fallecido                               |
| II    | Calvin Wax                          | Consejero especial del presidente (posteriormente secretario de Estado de Defensa)    | Suicidado                               |
| III   | General William Standwell           | Jefe del gabinete militar de la Casa Blanca (posteriormente Jefe del Estado Mayor)    | Fallecido (posiblemente suicidado)      |
| IV    | Phillip Gillespie                   | Secretario de Estado del Interior                                                     | 30 años de cárcel, asesinado en prisión |
| V     | Senador Clayton Willard             | Presidente de la comisión de armamento en el Senado                                   | 30 años de cárcel, asesinado en prisión |
| VI    | Juez Irving Allenby                 | Presidente de la comisión de investigación sobre el asesinato del presidente Sheridan | Asesinado                               |
| VII   | Contraalmirante Franklin Edelbright | Jefe de Estado Mayor de la US Navy                                                    | Suicidado                               |
| VIII  | Diputado Dean Harrison              | Presidente suplente de la Cámara de los Representantes                                | 20 años de cárcel, asesinado en prisión |
| IX    | Jasper Winslow                      | Presidente del Consorcio de los Bancos de Middle West                                 | Suicidado                               |
| X     | Orville Midsummer                   | Propietario de grupos de prensa                                                       | 20 años de cárcel, asesinado en prisión |
| XI    | Coronel Seymour Mac Call            | Coronel del ejército de los EE. UU.                                                   | Asesinado                               |
| XII   | Lloyd Jennings                      | Consejero en la Casa Blanca para la seguridad                                         | 30 años de cárcel, asesinado en prisión |
| XIII  | Capitán Steve Rowland               | Capitán del ejército de los EE. UU.                                                   | Asesinado                               |
| XIV   | Harriet Traymore                    | Presidenta de la «Federal Steel Corporation»                                          | 10 años de cárcel, asesinada en prisión |
| XV    | Jack Dickinson                      | Vicepresidente federal de la «American Legion»                                        | Suicidado                               |
| XVI   | Norman Ryder                        | Coronel de la Guardia Nacional                                                        | Asesinado después de su detención       |
| XVII  | Kim Carrington                      | Viuda de Rowland                                                                      | Fallecida                               |
| XVIII | Edwin Rauschenberg                  | Presidente de la cadena CBN                                                           | 15 años de cárcel, asesinado en prisión |
| XIX   | Ellery Sheperd                      | Director general en el Ministerio de Defensa                                          | 30 años de cárcel, fugado de prisión    |
| XX    | Eleanor Davis-Brown                 | Embajadora de los EE. UU. en la ONU                                                   | 15 años de cárcel, asesinada en prisión |

## Títulos
1. El día del sol negro (1984) - Un hombre es encontrado en una playa con una herida en la cabeza y en estado de amnesia total. Poco tiempo después sus rescatadores son asesinados, y él se dará cuenta de que alguien lo quiere muerto, pero, ¿quién? Partiendo de una foto hecha con una mujer a la que no recuerda empieza a indagar hasta descubrir que posiblemente haya cometido un crimen de consecuencias trascendentales.
2. Donde va el indio... (1985) - Siguiendo el rastro de Steve Rowland, XIII llega a una base militar en busca de respuestas que le aclaren el misterio de su identidad, en la cual conoce al general Carrington, quien le hace una revelación sorprendente: él mismo es el hombre que está buscando.
3. Todas la lágrimas del infierno (1986) - Acusado del asesinato de sus supuestos padre y tío, XIII se encuentra encerrado en la prisión-psiquiátrico de Plain Rock junto a los criminales más dementes del país, y con la idea de la fuga en su mente. Mientras, el coronel Amos, encargado de la investigación del asesinato de William Sheridan reúne a Carrington y al juez Allenby para hacerles partícipes de un descubrimiento: el asesino del presidente podría no ser Rowland, sino otra persona suplantando su personalidad.
4. SPADS (1987) - Tras fugarse de Plain Rock con ayuda de Jones, XIII se encuentra escondido en una base militar de los SPADS en San Miguel, donde permanacerá hasta que el asunto se haya aclarado; allí encuentra una testigo que podría dar un giro a la investigación sobre el caso Sheridan. Los pasos de Amos, por su parte le llevan a más de una trampa antes de descubrir de boca de Carrington lo que se está tramando realmente con la muerte del presidente.
5. Rojo total (1988) - Después de escapar de la base SPADS de San Miguel, XIII, Jones y la sargento jefa Barnowsky inician una carrera contrarreloj para salir del país y llegar a los Estados Unidos antes de que los conspiradores se salgan con su propósito. La organización ya se ha adelantado a los movimientos de Carrington y Heideger haciéndolos prisioneros bajo la acusación de alta traición a la nación y adelantando 24 horas el operativo Rojo total, con el que pretenden dar un golpe de Estado.
6. El informe Jason Fly (1990) - Con el pleno convencimiento de que su identidad es la de Jason Fly, XIII viaja a Greenfalls, el pueblo de su infancia, para investigar acerca de su pasado y la muerte de su padre en un incendio. Sin embargo, a las autoridades locales no les agrada la idea de que alguien de fuera remueva las cenizas de un suceso que tuvo lugar hace casi 20 años. Por si fuera poco, la Mangosta le sigue la pista con el único propósito de eliminarle.
7. La noche del 3 de agosto (1990) - Acusado de un doble asesinato perpetrado por la Mangosta, XIII se convierte en objeto de una cacería organizada por Dwight Rigby, mientras prosigue ahora con Jones la búsqueda de la verdad sobre la muerte de su padre. Un diario de Zeke Hathaway oculto en la casa del viejo contendrá las respuestas a sus preguntas, respuestas que podrían poner al cacique de Greenfalls y a sus aliados en un aprieto.
8. Trece contra uno (1991) - A su regreso de Greenfalls, XIII recibe la oferta del presidente Wally Sheridan de convertirse en su hombre de confianza y la petición de dar caza al número I de la desmantelada Conspiración, la cual este solo acepta tras enterarse de la fuga de prisión de la Mangosta. Mientras Jones investiga sobre el paradero de Kim Carrington, la única persona que puede conocer la identidad del líder de la Conspiración, el hombre del tatuaje tiene una terrible revelación buscando el expediente médico de Sheridan, la cual dará una vuelta de tuerca en el asunto.
9. Por María (1992) - Escondido en la mansión Preséau, San Miguel, después de su encontronazo con el presidente Sheridan, XIII recibe un mensaje procedente del país vecino, Costa Verde, en el que se requiere su presencia. Allí entra en contacto con la guerrilla que hace frente al régimen del dictador Raúl Ortiz, cuyo líder, Jorge de los Santos, le pide rescatar a su hermana María, prisionera en la isla de la Roca Negra. Esto solo será el inicio de otra serie de descubrimientos relacionados con la identidad del hombre amnésico.
10. El Cascador (1994) - Con la ayuda de los marqueses de Preséau y el traficante de armas Sean Mulway, Jones inicia una operación para rescatar a XIII, prisionero en la Roca Negra. Este, por su parte, intenta escapar por su cuenta, y en su huida encuentra a María de los Santos. La revolución está a punto de concluir con éxito, pero no así los problemas de XIII.
11. Tres relojes de plata (1995) - Tras revelarle a XIII ser su padre biológico, Mulway le relata a su hijo la historia de su familia y los motivos que le llevaron a establecerse en Costa Verde. Mientras, María de los Santos, recién nombrada presidenta del país, pide ayuda al hombre del tatuaje para impedir un ataque por parte de Peralta y sus hombres afines al antiguo régimen y así evitar una nueva dictadura.
12. El juicio (1997) - A su regreso de Costa Verde, XIII y Jones se encuentran con un panorama desconcertante: el general Carrington ha secuestrado a Wally Sheridan y lo mantiene prisionero en un búnker subterráneo. El ya exjefe del Estado Mayor pide a sus dos aliados que busquen y capturen a la Mangosta, única persona que puede identificar al presidente como el número I de la Conspiración. Todo esto tiene un objetivo: un juicio televisado contra Sheridan que el propio Carrington pretende organizar.
13. The XIII Mystery - La investigación (1999) - Volumen especial que resume las anteriores entregas, con material inédito. Dos periodistas están llevando a cabo una investigación sobre el asesinato del presidente William Sheridan y los acontecimientos posteriores conectados de algún u otro modo a este, con XIII de nexo común. Mientras uno de ellos es asesinado por agentes de la NSA, el otro consigue escapar con toda la información recopilada, iniciando una huida que le puede llevar a la salvación o la muerte.
14. Secreto de defensa (2000) - Tras la muerte de Wally Sheridan, XIII es acusado por un tribunal de su asesinato en un juicio clasificado de secreto de defensa. Mientras es transportado a un centro penitenciario una misteriosa mujer lo intercepta y lo lleva a presencia de Irina Svetlanova, antigua subordinada de la Mangosta y ahora jefa de una organización de asesinos por encargo que pretende convertir al hombre amnésico en objeto de una cacería.
15. ¡Soltad a los perros! (2002) - Mientras huye del país rumbo a San Miguel para reunirse con sus amigos, XIII toma a Jessie como rehén para que le ayude en su escapada. Esta le aclara algunas dudas sobre su identidad creadas a raíz de su juicio, creándole nuevos interrogantes. Durante la huida XIII se dará cuenta del peligro que corren los suyos en San Miguel.
16. Operación Montecristo (2004) - Bajo amenaza de embargo a su país, María de los Santos se ve obligada a entregar a XIII y sus amigos a la embajada norteamericana a la espera de su extradición, pero se las apaña para que sean interceptados por Sean Mulway y algunos de los hombres de la presidenta. Una vez están a buen recaudo, el traficante les propone ir a la búsqueda del oro del emperador Maximiliano, encontrado y escondido por sus antepasados. Para ello necesitan el reloj de plata de su tío abuelo con las coordenadas del paradero del tesoro, y ya sabe dónde encontrarlo.
17. El oro de Maximiliano (2005) - Refugiados en la casa de un antiguo amigo de Carrington en la costa mexicana, XIII y sus amigos intentan descifrar el mensaje que oculta el paradero del oro que escondieron su bisabuelo y los concuñados de este. Gracias a los contactos de Armand consiguen dar con el lugar, aunque descubrirán más tarde que no son los únicos que buscan el preciado tesoro. En América, un intento de asesinato a Wittaker pondrá en evidencia a Giordino, quien se ve obligado a tomar medidas desesperadas.
18. La versión irlandesa (2007) - La auténtica identidad de XIII es revelada en el flashback que comprende el álbum en su totalidad. En la excursión en la que uno de los dos desaparecerá, Kelly Brian revela a su amigo Jason Fly su verdadero nombre, Seamus O'Neil, así como su tormentoso pasado: desde sus primeros años colaborando con el IRA Provisional a las órdenes de su tío, hasta su vida en América con un nombre falso, donde conoce a las personas que marcan su existencia. Ambos son ajenos a la red de conspiraciones y espionaje que se tejerá alrededor del superviviente, al que diversos acontecimientos propiciarán que en un futuro sea conocido con el alias de XIII.
19. El último asalto (2007) - Los acontecimientos se precipitan en este punto aparte de las aventuras de XIII y sus amigos. Las noticias que llegan desde los EE. UU. sobre la publicación de dos libros que revelan las incógnitas del hombre amnésico le llevan a este y a los suyos a tomar la decisión de regresar para comparecer en una comisión de investigación y correr el riesgo de confiar en la justicia norteamericana. Algunos de sus enemigos y perseguidores, sin embargo, aún no han dicho la última palabra.
20. El día del Mayflower (2011) - Con su identidad recuperada (Jason MacLane) pero aún sin memoria, XIII se somete a una terapia para recuperar sus recuerdos de infancia. El asesinato de un viejo amigo al poco de localizarlo es señal de que ha llamado la atención de gente con intenciones nada claras. La intervención de dos de esos sujetos obligarán al hombre del tatuaje a abandonar su apacible retiro en la casa que heredó del matrimonio Smith para embarcarse en una nueva trama en la que inevitablemente está más implicado de lo que recuerda.
21. El cebo (2012) - Escondido en la mansión de los marqueses de Preséau en Francia, XIII intenta sin éxito encontrar un nexo que le relacione con el Mayflower, el barco con el que llegaron a América los primeros colonos ingleses. La noticia del secuestro de su amiga Jones en Afganistán le pondrá en acción para viajar al país asiático e intentar rescatarla con la ayuda de Carrington, sin sospechar que el rapto ha sido planeado por quienes le persiguen para llegar hasta él. Mientras, Betty viaja a América en busca del archivo que poseía Jim Drake antes de su asesinato y que puede arrojar un poco de luz a la trama que se cierne ahora sobre el amnésico.
22. Regreso a Greenfalls (2013) - Tras ser capturado junto a Jones y Carrington, XIII accede coaccionado a colaborar con la letal Julianne para encontrar el manuscrito de Duncan, un documento que podría decantar el enfrentamiento entre dos clanes del Mayflower a favor de aquel del cual descienden los miembros de la organización para la que trabaja ella. Por su parte, tras recorrer la costa californiana, la búsqueda de Betty lleva a esta a Greenfalls, el pueblo donde Jason MacLane se crio antes de la muerte de su padre adoptivo. Es allí donde su camino se encuentra con el del hombre del tatuaje y sus captores; juntos llegan al lago Champlain en Vermont, donde los acontecimientos se suceden con resultado impreciso.
23. El mensaje del mártir (2014) - Después de los acontecimientos del lago Champlain, XIII consigue llegar hasta Armand de Preséau, quien ha logrado evitar con ayuda de un astuto abogado la detención inmediata de su esposa. Sin embargo, el matrimonio es interceptado por los hombres de Little Joe, quien sigue creyendo que es el hombre del tatuaje quien mató a su hermano. Este hace un trato con el mafioso para liberar a sus amigos a cambio de entregarle a los verdaderos asesinos. Tras recibir de Betty el archivo de Jim Drake sobre los clanes del Mayflower, la siguiente etapa de su búsqueda le lleva a los Países Bajos, donde con ayuda de una eventual aliada sigue las pistas hasta el escondite del manuscrito de Duncan, sin saber que Julianne y sus esbirros les siguen la pista.
24. La herencia de Jason Mac Lane (2016) - En compañía de Annika, XIII concluye su periplo neerlandés visitando a un historiador que hará revelaciones muy trascendentales sobre el árbol genealógico del hombre amnésico. A su regreso a los EE. UU. contacta con el general Robert Wolf para iniciar la operación de rescate de Jones y Carrington, quienes han salido de la sartén para caer en las brasas. Su siguiente paso será encararse a la Fundación Mayflower con la página perdida del manuscrito de William Bradford en su poder y a su presidenta, una vieja conocida.
25. The XIII history (2019) - Volumen especial que resume el árbol genealógico de Jason MacLane (XIII) durante los últimos siete siglos, a la vez que arroja revelaciones que pueden cambiar la historia conocida de la primera colonia inglesa en territorio americano. Danny Finklestein, el periodista amigo del hombre amnésico afronta la redacción del artículo que puede sacudir los cimientos de la sociedad norteamericana mientras huye de unos perseguidores incansables enviados por la poderosa e influyente Fundación Mayflower.
26. 2.132 metros (2019) - Con la ayuda de la capitana Jo Sparks, XIII lleva a cabo su infiltración dentro de la Fundación Mayflower. A fin de averiguar sus intenciones debe ganarse la confianza de los miembros de la cúpula, y en especial de su presidenta, Janet Fitzsimmons. Poco se imagina que estos ya han empezado a utilizar sus propios medios para asegurarse de que no entorpecerá sus planes, y para cuando llegue el momento en el que ejecuten su próximo movimiento puede que no haya vuelta atrás. Por su parte, Jones y Carrington permanecen bajo protección tras su liberación, sin recibir noticias de lo que está ocurriendo.
27. Memoria recargada (2020) - Todo se precipita tras el atentado perpetrado por la Fundación Mayflower cuyo fin último es poner a sus pesos pesados en el poder. XIII inicia una carrera contrarreloj para rescatar a Annika y Colin, quienes han sido secuestrados como medio de presión al amnésico. No será su único objetivo, pues busca ajustar cuentas con el auténtico líder de la Fundación en la sombra. La llegada de las noticias procedentes de Washington pone en alerta a Jones y Carrington, quienes sabiéndose objeto de una cacería emprenden una huida hacia la frontera canadiense. El día no terminará sin un giro en los acontecimientos que cambiará la vida del hombre del tatuaje, puede que irremediablemente.
28. Cuba, donde todo comenzó (2022) - Ha pasado un año desde que el plan de la Fundación Mayflower para hacerse con el poder en los EE. UU. tuviera éxito. XIII, ahora controlado mentalmente para servir a los intereses de Janet Fitzsimmons se dispone a participar en una misión para infiltrarse en una prisión cubana y liberar a un hacker ruso cuyos conocimientos pueden ser muy útiles para garantizar la victoria electoral del presidente Thomas Allerton. Sin embargo, pronto comprobará que el suyo no es el único frente que viaja a la isla con el mismo objetivo. En Canadá, Carrington y Jones siguen la actualidad de todo lo que ocurre al otro lado de la frontera con motivo de la campaña electoral, así como la información que reciben de la capitana Sparks, infiltrada entre los conspiradores, mientras vigilan lo que ocurre alrededor de ellos y de sus allegados.
29. Moscú - Spaso House (2024) - La misión para liberar y reclutar al hacker Andrés Tadine se complica cuando XIII y su equipo son interceptados por agentes del GRU ruso, siendo uno de ellos un viejo conocido del hombre del tatuaje. Esta circunstancia es aprovechada para iniciar un viaje relámpago a Moscú con la intención de recuperar un microfilm escondido por el propio XIII en la embajada estadounidense. Libre del control mental orquestado por Janet, el amnésico se embarca en esta nueva misión teniendo en cuenta que a la vuelta deberá seguir interpretando el papel que hasta ahora estaba desempeñando de forma inconsciente.

En España, la colección es actualmente publicada por Norma Editorial.

### XIII Mystery
XIII Mystery es la precuela de XIII que narra la vida de personajes importantes de la serie principal en sus comienzos. Cada número tiene diferentes escritores y artistas.
1. La mangosta (2008), por Xavier Dorison y Ralph Meyer
2. Irina (2009, por) Eric Corbeyran y Philippe Berthet
3. Little Jones (2010), por Yann y Eric Henninot
4. Coronel Amos (2011), por Alcante y François Boucq
5. Steve Rowland (2012), por Fabien Nury y Richard Guérineau
6. Billy Stockton (2013), por Laurent-Frédéric Bollée y Steve Cuzor
7. Betty Barnowsky (2014), por Joël Callède y Sylvain Vallée
8. Martha Shoebridge (2015), por Frank Giroud y Colin Wilson
9. Felicity Brown (2015), por Matz y Rossi
10. Calvin Wax (2016), por Fred Duval y Corentin Rouge
11. Jonathan Fly (2017), por Luc Brunschwig y TaDuc
12. Alan Smith (2018), por Daniel Pecqueur y Philippe Buchet
13. Judith Warner (2018), por Jean Van Hamme y Olivier Grenson

En España, la colección completa ha sido publicada por Norma Editorial.

## Adaptaciones a otros medios
En 2003 el argumento de los primeros cinco volúmenes fue adaptado al videojuego XIII, desarrollado por Ubisoft. Fue lanzado para diferentes plataformas y usó la técnica cel shading para dar una apariencia visual de historieta.
En octubre de 2008 se estrenó una miniserie de televisión basada en los cómics y protagonizada por Stephen Dorff y Val Kilmer. Una nueva versión de la saga, en forma de serie de televisión se estrenó en abril de 2011, protagonizada por Stuart Townsend.